# Arthur Lovejoy
Pour les articles homonymes, voir Lovejoy.
Arthur Oncken Lovejoy (10 octobre 1873 - 30 décembre 1962) est un philosophe américain et un des fondateurs d'un domaine transversal en histoire appelé histoire des idées.
Il a enseigné la philosophie à l'université Johns Hopkins à Baltimore et a fondé en 1940 le Journal of the History of Ideas.

## Livres
- Primitivism and Related Ideas in Antiquity (1935). (avec George Boas). Johns Hopkins U. Press. 1997 edition:  (ISBN 0-8018-5611-6)
- The Great Chain of Being: A Study of the History of an Idea (1936). Harvard University Press. Réimprimé par Harper & Row,  (ISBN 0-674-36150-4), 2005 paperback:  (ISBN 0-674-36153-9). Son ouvrage le plus cité, basé sur une série de conférences données à Harvard en 1933.
- Essays in the History of Ideas (1948). Johns Hopkins U. Press. 1978 edition:  (ISBN 0-313-20504-3)
- The Revolt Against Dualism (1960). Open Court Publishing.  (ISBN 0-87548-107-8).
- The Reason, the Understanding, and Time (1961). Johns Hopkins U. Press.  (ISBN 0-8018-0393-4)
- Reflections on Human Nature (1961). Johns Hopkins U. Press.  (ISBN 0-8018-0395-0)
- The Thirteen Pragmatisms and Other Essays (1963). Johns Hopkins U. Press.  (ISBN 0-8018-0396-9)